# Campeonato Chileno de Futebol de 2019
A Primeira División do Campeonato Chileno de Futebol de 2019, oficialmente Campeonato Nacional AFP PlanVital de 2019 por motivos de patrocínio, é a 103ª edição do principal divisão de futebol do Chile. O certame é organizado pela Asociación Nacional de Fútbol Profesional (ANFP), entidade esportiva ligada à Federação de Futebol do Chile (FFC). A temporada começou em 15 de fevereiro de 2019 e encerrada em 30 de novembro com a consagração da Universidad Católica, um clube que liderou o torneio naquela data com 13 pontos à frente do 2º colocado, com 18 pontos restantes para jogar. A suspensão do torneio foi resultado de protestos no país nos últimos meses. O Universidad Católica é o atual detentor do título.

## Regulamento

### Sistema de disputa
A Primera División de 2019 é disputada por 16 (dezesseis) clubes em dois turnos. O certame usará o sistema de pontos corridos, de acordo com a regulamentação da IFAB, órgão que regulamenta as regras do futebol, assinalando em caso de vitória, três pontos; em caso de empate, um ponto; em caso de derrota, zero pontos. Em cada turno, todos os times jogam entre si uma única vez. Os jogos do segundo turno serão realizados com o mando de campo invertido. Não há campeões por turnos, sendo declarado campeão chileno o time que obtiver o maior número de pontos após as 30 rodadas. Ao final da competição, os três primeiros times se classificam à Copa Libertadores de 2020, os quatro clubes subsequentes se classificam à Copa Sul-Americana de 2020, e os dois últimos serão rebaixados para a Segunda Divisão Chilena de 2020. O campeão se classificará para a Supercopa do Chile de 2020.

### Critérios de desempate
Em caso de empate por pontos entre dois ou mais clubes, os critérios de desempate serão aplicados na seguinte ordem:
1. Saldo de gols;
2. Gols pró;
3. Gols marcados como visitante
4. Menor número de cartões vermelhos;
5. Menor número de cartões amarelos;
6. Sorteio.

Uma exceção aos critérios acima, fica com relação ao campeão do torneio, em caso de empate por pontos entre dois clubes no primeiro lugar, um jogo de desempate será disputado em campo neutro. Já no caso de empate em pontos na primeira colocação entre mais de dois clubes, os critérios de desempate acima serão aplicados e os clubes que ocuparem as duas primeiras posições na classificação disputarão um jogo de desempate em campo neutro. Se ao término da partida de desempate nos dois casos, se persistir o empate em gols, o campeão será definido através da disputa por pênaltis.

## Participantes
| Equipe                    | Cidade       | Região                    | Em 2018   | Estádio (mando)               | Capacidade | Títulos (último)      |
| ------------------------- | ------------ | ------------------------- | --------- | ----------------------------- | ---------- | --------------------- |
| Audax Italiano            | Santiago     | Metropolitana de Santiago | 11º       | Bicentenario de La Florida    | 12 000     | 4 (último em 1957)    |
| Cobresal                  | El Salvador  | Atacama                   | 2º (da B) | El Cobre                      | 11 240     | 1 (em 2015–C)         |
| Colo-Colo                 | Santiago     | Metropolitana de Santiago | 5º        | Monumental                    | 47 000     | 32 (último em 2017–T) |
| Coquimbo Unido            | Coquimbo     | Coquimbo                  | 1º (da B) | Francisco Sánchez Rumoroso    | 18 750     | 0 (não possui)        |
| Curicó Unido              | Curicó       | Maule                     | 12º       | Bicentenario La Granja        | 8 278      | 0 (não possui)        |
| Deportes Antofagasta      | Antofagasta  | Antofagasta               | 4º        | Bicentenario Calvo y Bascuñán | 21 100     | 0 (não possui)        |
| Deportes Iquique          | Iquique      | Tarapacá                  | 14º       | Municipal de Cavancha         | 5 500      | 0 (não possui)        |
| Everton                   | Viña del Mar | Valparaíso                | 11º       | Sausalito                     | 21 000     | 4 (último em 2008–A)  |
| Huachipato                | Talcahuano   | Bío-Bío                   | 9º        | Huachipato – CAP Acero        | 10 500     | 2 (último em 2012–C)  |
| O'Higgins                 | Rancagua     | O'Higgins                 | 8º        | El Teniente                   | 10 550     | 1 (em 2013–A)         |
| Palestino                 | Santiago     | Metropolitana de Santiago | 13º       | Municipal de La Cisterna      | 12 000     | 2 (último em 1978)    |
| Unión Española            | Santiago     | Metropolitana de Santiago | 7º        | Santa Laura – Universidad SEK | 19 877     | 7 (último em 2013–T)  |
| Unión La Calera           | La Calera    | Valparaíso                | 6º        | Nicolás Chahuán Nazar         | 9 200      | 0 (não possui)        |
| Universidad Católica      | Santiago     | Metropolitana de Santiago | 1º        | San Carlos de Apoquindo       | 14 880     | 13 (último em 2018)   |
| Universidad de Chile      | Santiago     | Metropolitana de Santiago | 3º        | Estádio Nacional              | 48 665     | 18 (último em 2017–C) |
| Universidad de Concepción | Concepción   | Bío-Bío                   | 2º        | Ester Roa Rebolledo           | 33 000     | 0 (não possui)        |

## Classificação
| Pos | Equipe                    | Pts | J  | V  | E  | D  | GP | GC | SG  | Classificação ou Rebaixamento               |
| --- | ------------------------- | --- | -- | -- | -- | -- | -- | -- | --- | ------------------------------------------- |
| 1   | Universidad Católica (C)  | 53  | 24 | 16 | 5  | 3  | 44 | 14 | +30 | Fase de grupos da Copa Libertadores de 2020 |
| 2   | Colo-Colo                 | 40  | 24 | 11 | 7  | 6  | 37 | 30 | +7  | Fase de grupos da Copa Libertadores de 2020 |
| 3   | Palestino                 | 38  | 24 | 10 | 8  | 6  | 42 | 31 | +11 | Segunda fase da Copa Libertadores de 2020   |
| 4   | Unión La Calera           | 36  | 24 | 9  | 9  | 6  | 29 | 23 | +6  | Copa Sul-Americana de 2020                  |
| 5   | Coquimbo Unido            | 34  | 24 | 8  | 10 | 6  | 29 | 27 | +2  | Copa Sul-Americana de 2020                  |
| 6   | Huachipato                | 34  | 24 | 9  | 7  | 8  | 31 | 30 | +1  | Copa Sul-Americana de 2020                  |
| 7   | Audax Italiano            | 34  | 24 | 10 | 4  | 10 | 35 | 35 | 0   | Copa Sul-Americana de 2020                  |
| 8   | O'Higgins                 | 34  | 24 | 10 | 4  | 10 | 34 | 35 | −1  |                                             |
| 9   | Unión Española            | 34  | 25 | 10 | 4  | 11 | 32 | 35 | −3  |                                             |
| 10  | Cobresal                  | 34  | 25 | 10 | 4  | 11 | 31 | 39 | −8  |                                             |
| 11  | Everton                   | 29  | 24 | 7  | 8  | 9  | 21 | 24 | −3  |                                             |
| 12  | Deportes Antofagasta      | 27  | 24 | 7  | 6  | 11 | 34 | 35 | −1  |                                             |
| 13  | Curicó Unido              | 26  | 24 | 6  | 8  | 10 | 36 | 43 | −7  |                                             |
| 14  | Universidad de Chile      | 24  | 24 | 4  | 12 | 8  | 32 | 38 | −6  |                                             |
| 15  | Deportes Iquique          | 24  | 24 | 6  | 6  | 12 | 23 | 40 | −17 |                                             |
| 16  | Universidad de Concepción | 23  | 24 | 5  | 8  | 11 | 23 | 35 | −12 |                                             |

## Resultados
| Mandante \ Visitante      | AUD | CSL | CC  | COQ | CUR | ANT | DIQ | EVE | HUA | OHI | PAL | UE  | ULC | UC  | UCH | UDC |
| ------------------------- | --- | --- | --- | --- | --- | --- | --- | --- | --- | --- | --- | --- | --- | --- | --- | --- |
| Audax Italiano            | —   |     | 2–4 | 2–0 | 3–1 | 0–3 | 3–1 |     | 0–1 | 2–2 | 2–3 | 3–2 | 1–1 | 0–2 | 3–1 |     |
| Cobresal                  | 1–2 | —   | 0–0 | 4–1 |     | 2–2 | 0–1 | 2–1 | 1–1 | 2–1 | 3–2 | 3–2 | 1–0 | 0–2 |     | 1–0 |
| Colo-Colo                 | 3–0 | 0–2 | —   |     | 0–1 | 1–0 | 2–0 | 0–0 | 2–2 | 3–2 | 2–1 | 1–0 |     | 2–3 | 3–2 | 1–0 |
| Coquimbo Unido            | 1–0 |     | 2–0 | —   | 2–1 | 1–1 | 1–1 | 4–0 |     |     | 2–2 | 2–0 | 1–1 | 1–2 | 2–2 | 2–2 |
| Curicó Unido              | 2–2 | 3–1 | 3–4 | 0–0 | —   |     | 1–2 | 2–2 | 4–2 | 2–1 | 1–1 |     |     | 1–4 |     | 4–2 |
| Deportes Antofagasta      | 1–0 | 2–0 |     | 0–1 | 1–1 | —   |     | 1–1 | 0–1 | 3–1 | 0–1 | 1–2 | 1–1 | 1–2 | 3–1 |     |
| Deportes Iquique          | 1–3 | 0–1 |     | 0–1 | 0–0 | 2–0 | —   | 0–0 |     | 1–3 | 3–3 | 3–2 | 1–0 |     | 2–4 | 2–2 |
| Everton                   | 0–2 | 2–1 |     | 0–2 | 2–1 | 1–0 | 2–0 | —   | 0–0 |     |     | 1–0 | 1–2 | 1–2 | 1–1 | 1–0 |
| Huachipato                | 2–0 | 3–1 | 1–1 | 0–0 | 2–0 | 4–3 | 1–1 |     | —   | 2–1 | 0–2 |     | 1–2 | 0–1 |     | 1–0 |
| O'Higgins                 |     | 2–0 | 1–0 | 2–0 |     | 3–6 | 4–1 | 2–1 | 0–3 | —   |     | 0–2 | 3–1 | 1–0 | 1–0 | 1–2 |
| Palestino                 | 1–2 | 3–0 | 2–2 | 2–0 | 4–2 |     |     | 1–0 | 3–1 | 1–1 | —   |     | 1–1 | 1–2 | 1–1 | 4–1 |
| Unión Española            | 0–2 | 1–3 | 1–3 | 3–1 | 2–1 |     | 4–0 | 0–4 | 2–1 | 0–1 | 1–0 | —   | 1–1 |     | 1–1 | 1–0 |
| Unión La Calera           |     | 2–1 | 1–1 |     | 2–0 | 2–3 |     | 0–0 | 2–1 | 2–0 | 2–0 | 1–2 | —   | 1–0 | 0–0 | 3–1 |
| Universidad Católica      |     | 5–0 |     | 1–1 | 0–0 | 5–1 | 0–1 | 1–0 |     | 0–0 |     | 0–0 | 1–0 | —   | 4–0 | 3–1 |
| Universidad de Chile      | 1–1 | 1–1 | 1–1 | 1–1 | 3–3 | 1–0 | 2–1 |     | 3–0 |     | 2–3 | 1–2 | 1–1 | 1–1 | —   |     |
| Universidad de Concepción | 1–0 |     | 3–1 |     | 1–2 | 1–1 | 1–0 | 0–0 | 1–1 | 1–1 | 0–0 | 1–1 |     | 0–3 | 2–1 | —   |

## Estatísticas

### Artilharia
| Gols | Jogador               | Time                 |
| ---- | --------------------- | -------------------- |
| 14   | Lucas Passerini       | Palestino            |
| 11   | Tobías Figueroa       | Deportes Antofagasta |
| 11   | Ignacio Jeraldino     | Audax Italiano       |
| 10   | Matías Donoso         | Deportes Iquique     |
| 10   | Roberto Gutiérrez     | Palestino            |
| 9    | José Pedro Fuenzalida | Universidad Católica |
| 8    | Carlos Muñoz          | Cobresal             |
| 8    | Mauro Quiroga         | Curicó Unido         |
| 8    | Sebastián Varas       | Unión Española       |
| 7    | Leandro Benegas       | Universidad de Chile |
| 7    | Iván Ledesma          | Audax Italiano       |
| 7    | Juan Sánchez Sotelo   | Huachipato           |

## Premiação
| Campeonato Chileno de Futebol de 2019 Primeira Divisão   | Campeonato Chileno de Futebol de 2019 Primeira Divisão |
| -------------------------------------------------------- | ------------------------------------------------------ |
| Club Deportivo Universidad Católica Campeão (14º título) |                                                        |